# Garcihernández (kommunhuvudort)
Garcihernández är en kommunhuvudort i Spanien.   Den ligger i provinsen Provincia de Salamanca och regionen Kastilien och Leon, i den centrala delen av landet, 150 km väster om huvudstaden Madrid. Garcihernández ligger 817 meter över havet och antalet invånare är 579.
Terrängen runt Garcihernández är platt. Runt Garcihernández är det glesbefolkat, med 19 invånare per kvadratkilometer. Närmaste större samhälle är Alba de Tormes, 7,5 km sydväst om Garcihernández. Trakten runt Garcihernández består till största delen av jordbruksmark.